# 北方黑豬魚
北方黑豬魚（學名：Hypentelium nigricans），又稱黑葉唇亞口魚，為輻鰭魚綱鯉形目亞口魚科的其中一種，為溫帶淡水魚，分布於北美洲加拿大安大略省五大湖、哈得遜灣、美國紐約州至明尼蘇達州密西西比河流域南至阿拉巴馬州、阿肯色州與路易斯安那州莫霍克河-哈得遜河到奧塔瑪哈河、巴斯卡古拉河到Comite河流域，體長可達61公分，體重可達480公克，壽命可達11年，棲息在水質清澈、流動快速、礫石底質溪流、湖泊底層水域，屬雜食性，以甲殼類動物、軟體動物、水生昆蟲、藻類和有機碎屑為食，繁殖期在晚春時節，成魚在淺灘的礫石底部進行繁殖。這種魚很容易受到河川溝渠化、沉積、污染和水壩建設等人為干擾。然而，由於它的分布範圍很廣，而且是常見物種，因此國際自然保護聯盟將其保護狀況評為「最不受關注」。